# Gul hundtandslilja
Gul hundtandslilja (Erythronium tuolumnense) är en art i familjen liljeväxter. Den förekommer naturligt i Kalifornien, men odlas ibland som trädgårdsväxt i Sverige. Gul hundtandslilja är en knölväxt med marmorerade blad. Kalkbladen är uppåtriktade medan ståndare och pistiller pekar nedåt. Rotknölen är giftig och ger våldsamma kräkningar. 